# Ајале (Бреша)
Ајале (итал. Aiale) је насеље у Италији у округу Бреша, региону Ломбардија.
Према процени из 2011. у насељу је живело 59 становника. Насеље се налази на надморској висини од 535 м.